# Sainte-Marguerite-sur-Mer
Pour les articles homonymes, voir Sainte-Marguerite.
Sainte-Marguerite-sur-Mer est une commune française, située dans le département de la Seine-Maritime en Normandie.
Ses habitants sont les Saint-Margueritais.

## Géographie

### Description
Sainte-Marguerite-sur-Mer est une commune littorale et balnéaire située le long de la Manche.

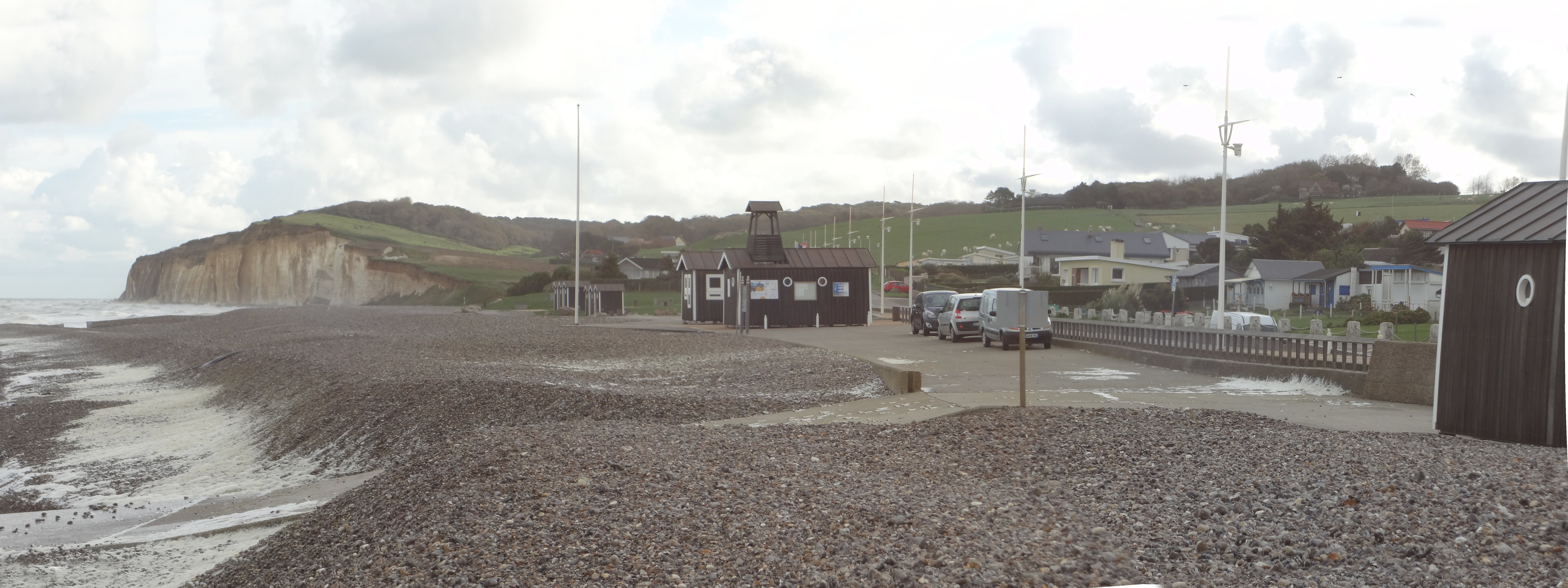
Plage de Sainte-Marguerite-sur-Mer.

### Hydrographie
La commune est située dans le bassin Seine-Normandie. Elle est drainée par la Saâne,.
La Saâne, d'une longueur de 40 km, prend sa source dans la commune d'Yerville et se jette dans la Manche en limite des communes de Sainte-Marguerite-sur-Mer et de Quiberville-sur-Mer, après avoir traversé 24 communes. 

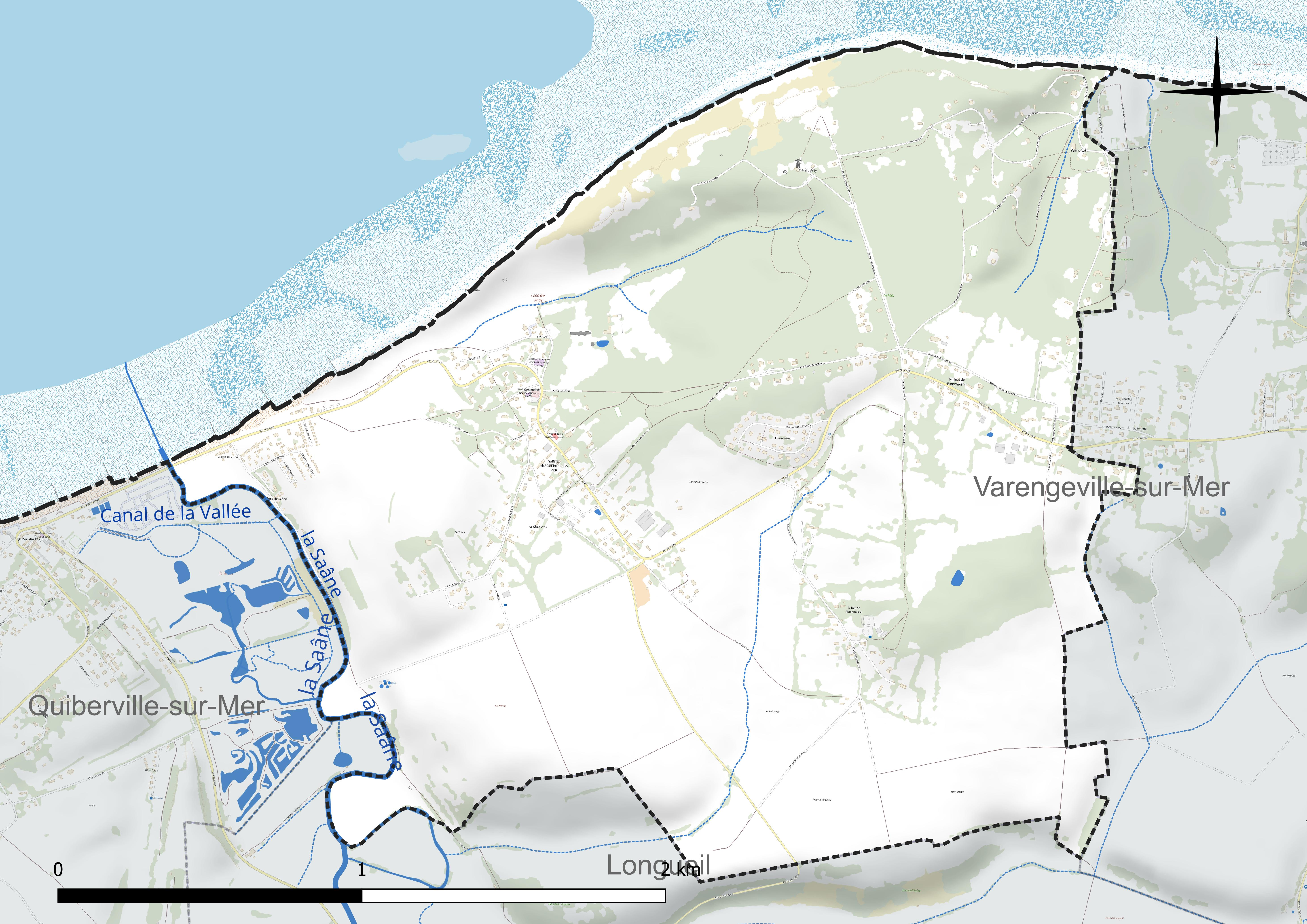
Réseau hydrographique de Sainte-Marguerite-sur-Mer.

### Climat
Pour des articles plus généraux, voir Climat de la Normandie et Climat de la Seine-Maritime.
En 2010, le climat de la commune est de type climat océanique franc, selon une étude du CNRS s'appuyant sur une série de données couvrant la période 1971-2000. En 2020, Météo-France publie une typologie des climats de la France métropolitaine dans laquelle la commune est exposée à un climat océanique et est dans la région climatique  Côtes de la Manche orientale, caractérisée par un faible ensoleillement (1 550 h/an) ; forte humidité de l’air (plus de 20 h/jour avec humidité relative > 80 % en hiver), vents forts fréquents. Parallèlement le GIEC normand, un groupe régional d’experts sur le climat, différencie quant à lui, dans une étude de 2020, trois grands types de climats pour la région Normandie, nuancés à une échelle plus fine par les facteurs géographiques locaux. La commune est, selon ce zonage, exposée à un « climat maritime », correspondant au Pays de Caux, frais, humide et pluvieux, légèrement plus frais que dans le Cotentin.
Pour la période 1971-2000, la température annuelle moyenne est de 10,7 °C, avec une amplitude thermique annuelle de 12,7 °C. Le cumul annuel moyen de précipitations est de 862 mm, avec 12,6 jours de précipitations en janvier et 8,3 jours en juillet. Pour la période 1991-2020, la température moyenne annuelle observée sur la station météorologique la plus proche, située sur la commune de Dieppe à 10 km à vol d'oiseau, est de 11,3 °C et le cumul annuel moyen de précipitations est de 805,2 mm,. Pour l'avenir, les paramètres climatiques de la commune estimés pour 2050 selon différents scénarios d'émission de gaz à effet de serre sont consultables sur un site dédié publié par Météo-France en novembre 2022.

### Géologie
Le territoire est traversé par le synclinal du Vexin, aussi appelé synclinal de Varengeville. C'est dans cette gouttière normande de direction SE-NO que se sont déposés les sédiments sablo-argileux sur la série stratigraphique de la craie. Le bassin parisien a en effet subi les contrecoups de l'orogenèse alpine qui a déformé ou ondulé les terrains. Le rejeu des structures hercyniennes lors de cette orogenèse a donné une succession d'anticlinaux et de synclinaux de direction varisque, le plus remarquable étant l'anticlinal du pays de Bray.
La présence de nappes phréatiques (entre 2 et 12 mètres de profondeur au sommet des argiles imperméables et dans les niveaux sableux perméables) qui s'écoulent vers la mer, engendre une érosion importante des falaises sablo-argileuses. Leur glissement due à l'alternance de matériaux perméables imperméables, est à l'origine d'arrière-falaises que l'on appelle localement frettes et qui voient des pans entiers de leurs matériaux se décoller et former des crevasses pour glisser sur les replats. Dans ces conditions, il se forme un front d'érosion de plusieurs kilomètres de long et de centaines de mètres de large, L'érosion agit sur le haut de falaise (-80 m depuis 1930) et sur le bas de la falaise (-60 m en 100 ans).
Le littoral est jalonné de valleuses.

## Urbanisme

### Typologie
Au 1er janvier 2024, Sainte-Marguerite-sur-Mer est catégorisée commune rurale à habitat dispersé, selon la nouvelle grille communale de densité à sept niveaux définie par l'Insee en 2022.
Elle appartient à l'unité urbaine de Hautot-sur-Mer, une agglomération intra-départementale regroupant trois  communes, dont elle est une commune de la banlieue,,. Par ailleurs la commune fait partie de l'aire d'attraction de Dieppe, dont elle est une commune de la couronne,. Cette aire, qui regroupe 62 communes, est catégorisée dans les aires de 50 000 à moins de 200 000 habitants,.
La commune, bordée par la Manche, est également une commune littorale au sens de la loi du 3 janvier 1986, dite loi littoral. Des dispositions spécifiques d’urbanisme s’y appliquent dès lors afin de préserver les espaces naturels, les sites, les paysages et l’équilibre écologique du littoral, tel le principe d'inconstructibilité, en dehors des espaces urbanisés, sur la bande littorale des 100 mètres, ou plus si le plan local d’urbanisme le prévoit.

### Occupation des sols
L'occupation des sols de la commune, telle qu'elle ressort de la base de données européenne d’occupation biophysique des sols Corine Land Cover (CLC), est marquée par l'importance des territoires agricoles (67,5 % en 2018), en diminution par rapport à 1990 (71,1 %). La répartition détaillée en 2018 est la suivante :
terres arables (28,1 %), zones agricoles hétérogènes (25,9 %), forêts (25,2 %), prairies (13,5 %), zones urbanisées (3,6 %), zones humides côtières (2,1 %), zones humides intérieures (1,5 %). L'évolution de l’occupation des sols de la commune et de ses infrastructures peut être observée sur les différentes représentations cartographiques du territoire : la carte de Cassini (XVIIIe siècle), la carte d'état-major (1820-1866) et les cartes ou photos aériennes de l'IGN pour la période actuelle (1950 à aujourd'hui).

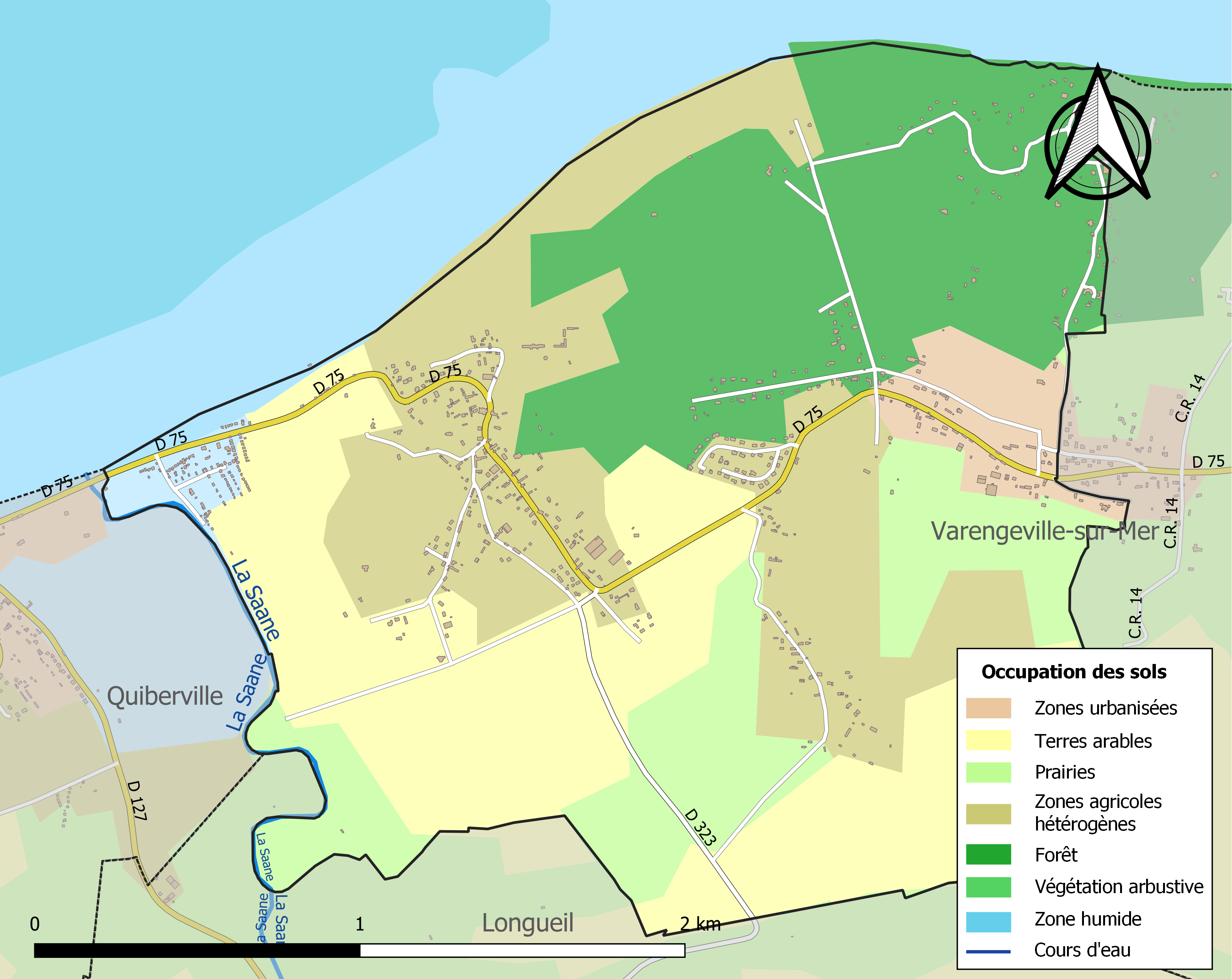
Carte des infrastructures et de l'occupation des sols de la commune en 2018 (CLC).

## Toponymie
Le nom de la localité est attesté sous les formes Quievremont en 1319, Chievremont en 1337, Chevremont en 1426, Sainte Marguerite de Quièvremont en 1517 et 1518, Quievremont sur la Mer entre 1503 et 1565, Ecclesia Sanctae Margaritae de Quièvremont en 1703,  Sainte Marguerite de Caprimont en 1714, Caprimont sur la mer en 1726, Sainte Marguerite de Caprimont en 1736, Sainte Marguerite de Caprimont en 1715, Sainte Marguerite en 1757, Quevremont ou Sainte Marguerite de Quevremont avant la Révolution française en 1788, Sainte Marguerite sur Mer 1953.
Au cours de la Révolution française, la commune, alors nommée simplement Sainte-Marguerite, porte provisoirement le nom de Phare-de-l'Ailly.

## Histoire
- 1822 : Blancmesnil est rattachée à Sainte-Marguerite[28].
- 19 août 1942 : les hommes du 4e Commando britannique de Lord Lovat débarquent sur la Orange Beach et prennent la batterie Hess et sa garnison. Ce sera le seul succès de l'opération Jubilee.
- 1981 : Sainte-Marguerite prend le nom de Sainte-Marguerite-sur-Mer[28].

## Politique et administration
| Période                                  | Période  | Identité                                        | Étiquette | Qualité                             |
| ---------------------------------------- | -------- | ----------------------------------------------- | --------- | ----------------------------------- |
| Les données manquantes sont à compléter. |          |                                                 |           |                                     |
| avant 1995                               | ?        | Alain Mérault                                   |           |                                     |
| Les données manquantes sont à compléter. |          |                                                 |           |                                     |
| 2001                                     | 2011     | Jean-Yves Nédélec                               |           | Receveur des Postes Démissionnaire  |
| Les données manquantes sont à compléter. |          |                                                 |           |                                     |
| 2014                                     | mai 2020 | Claude Ferchal                                  |           | Retraité                            |
| mai 2020,                                | 2023     | Olivier de Conihout (mort le 11 septembre 2023) |           | Entrepreneur en ressources humaines |

## Démographie
L'évolution du nombre d'habitants est connue à travers les recensements de la population effectués dans la commune depuis 1793. Pour les communes de moins de 10 000 habitants, une enquête de recensement portant sur toute la population est réalisée tous les cinq ans, les populations de référence des années intermédiaires étant quant à elles estimées par interpolation ou extrapolation. Pour la commune, le premier recensement exhaustif entrant dans le cadre du nouveau dispositif a été réalisé en 2005.

En 2022, la commune comptait 475 habitants, en évolution de −1,66 % par rapport à 2016 (Seine-Maritime : +0,35 %, France hors Mayotte : +2,11 %).
| 1793 | 1800 | 1806 | 1821 | 1831 | 1836 | 1841 | 1846 | 1851 |
| ---- | ---- | ---- | ---- | ---- | ---- | ---- | ---- | ---- |
| 252  | 295  | 285  | 317  | 523  | 503  | 505  | 508  | 485  |

| 1856 | 1861 | 1866 | 1872 | 1876 | 1881 | 1886 | 1891 | 1896 |
| ---- | ---- | ---- | ---- | ---- | ---- | ---- | ---- | ---- |
| 457  | 427  | 403  | 402  | 388  | 371  | 368  | 392  | 383  |

| 1901 | 1906 | 1911 | 1921 | 1926 | 1931 | 1936 | 1946 | 1954 |
| ---- | ---- | ---- | ---- | ---- | ---- | ---- | ---- | ---- |
| 353  | 324  | 315  | 310  | 305  | 315  | 297  | 250  | 245  |

| 1962 | 1968 | 1975 | 1982 | 1990 | 1999 | 2005 | 2006 | 2010 |
| ---- | ---- | ---- | ---- | ---- | ---- | ---- | ---- | ---- |
| 243  | 249  | 306  | 465  | 506  | 502  | 509  | 509  | 511  |

| 2015 | 2020 | 2022 | - | - | - | - | - | - |
| ---- | ---- | ---- | - | - | - | - | - | - |
| 480  | 463  | 475  | - | - | - | - | - | - |

Les chiffres ne tiennent pas compte de la population de Blancmesnil.

## Économie
En 2003, Olivier Frébourg fonde à Sainte-Marguerite-sur-Mer les éditions des Équateurs.

## Culture locale et patrimoine

### Lieux et monuments
- Cap d'Ailly.
- Le phare d'Ailly.

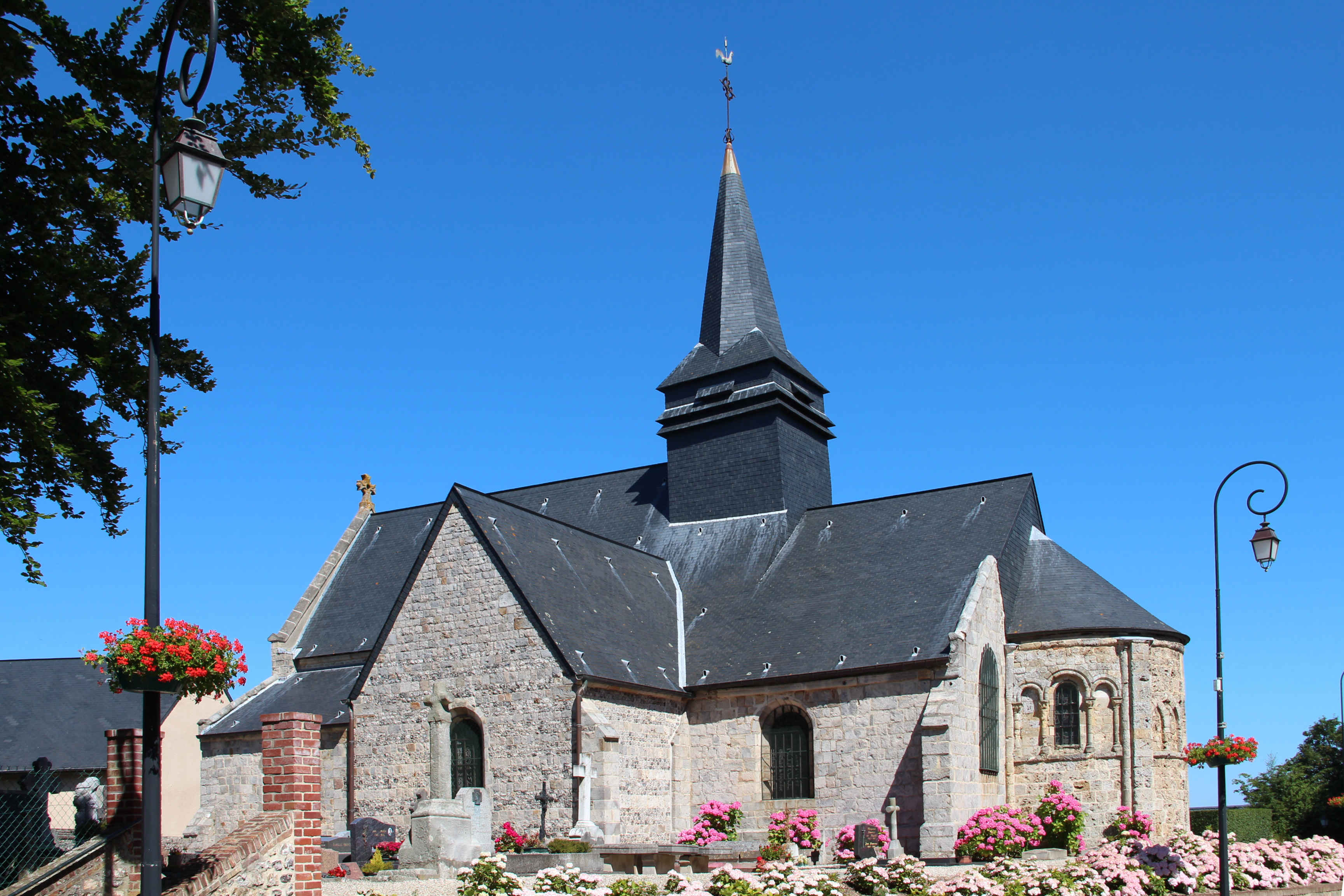
L'église Sainte-Marguerite.

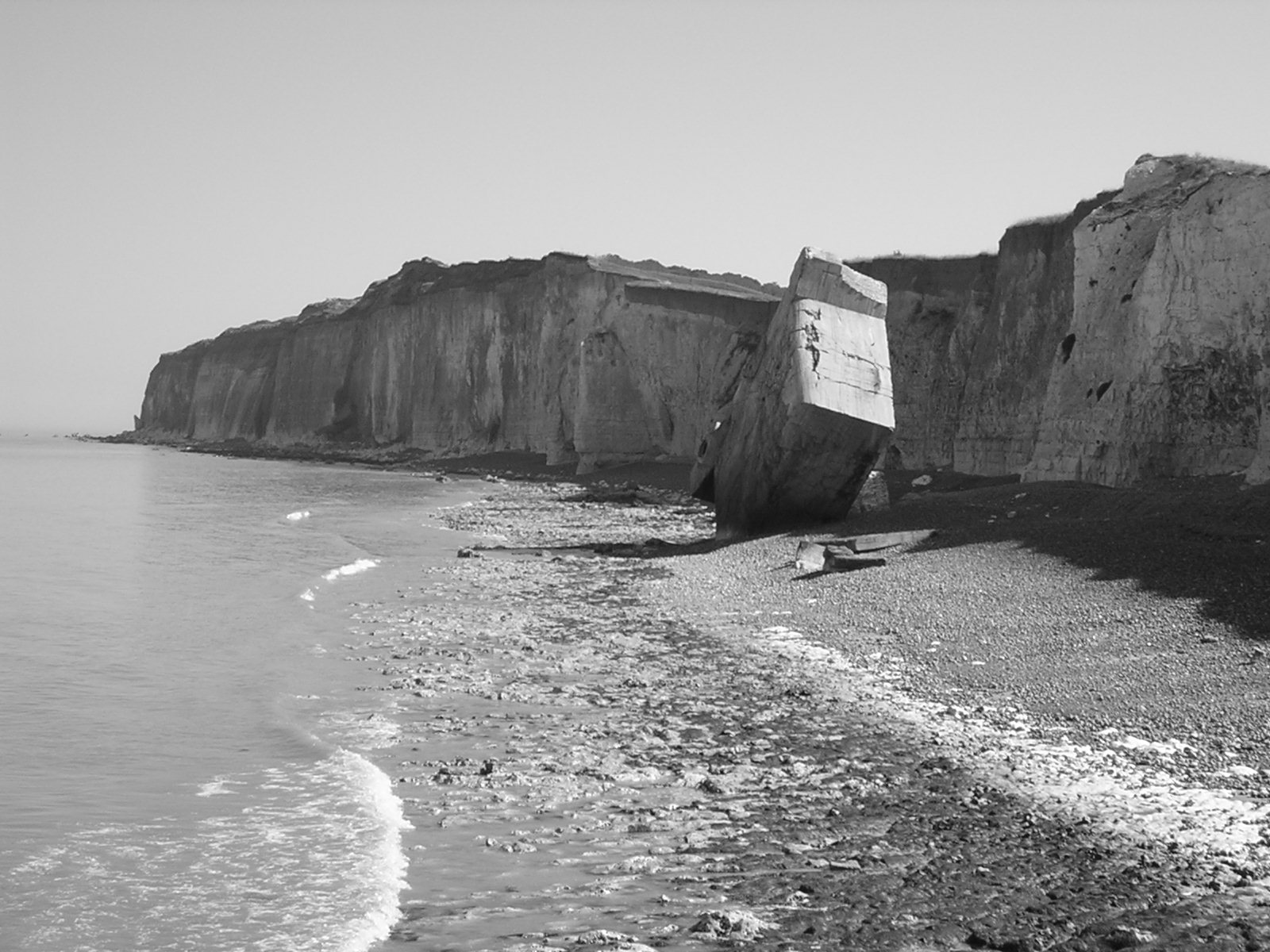
Falaise et blockhaus.

- Jardin du Vasterival : le Vasterival, jardin de 9 hectares créé en 1957 par la princesse Greta Sturdza[39], après le rachat de l'ancienne propriété d'Albert Roussel, vice-présidente de la Royal Horticultural Society et présidente de l'International Dendrology Society, est un jardin exceptionnel qui attire depuis des années les connaisseurs du monde entier[40],[41].
- Église Sainte-Marguerite.

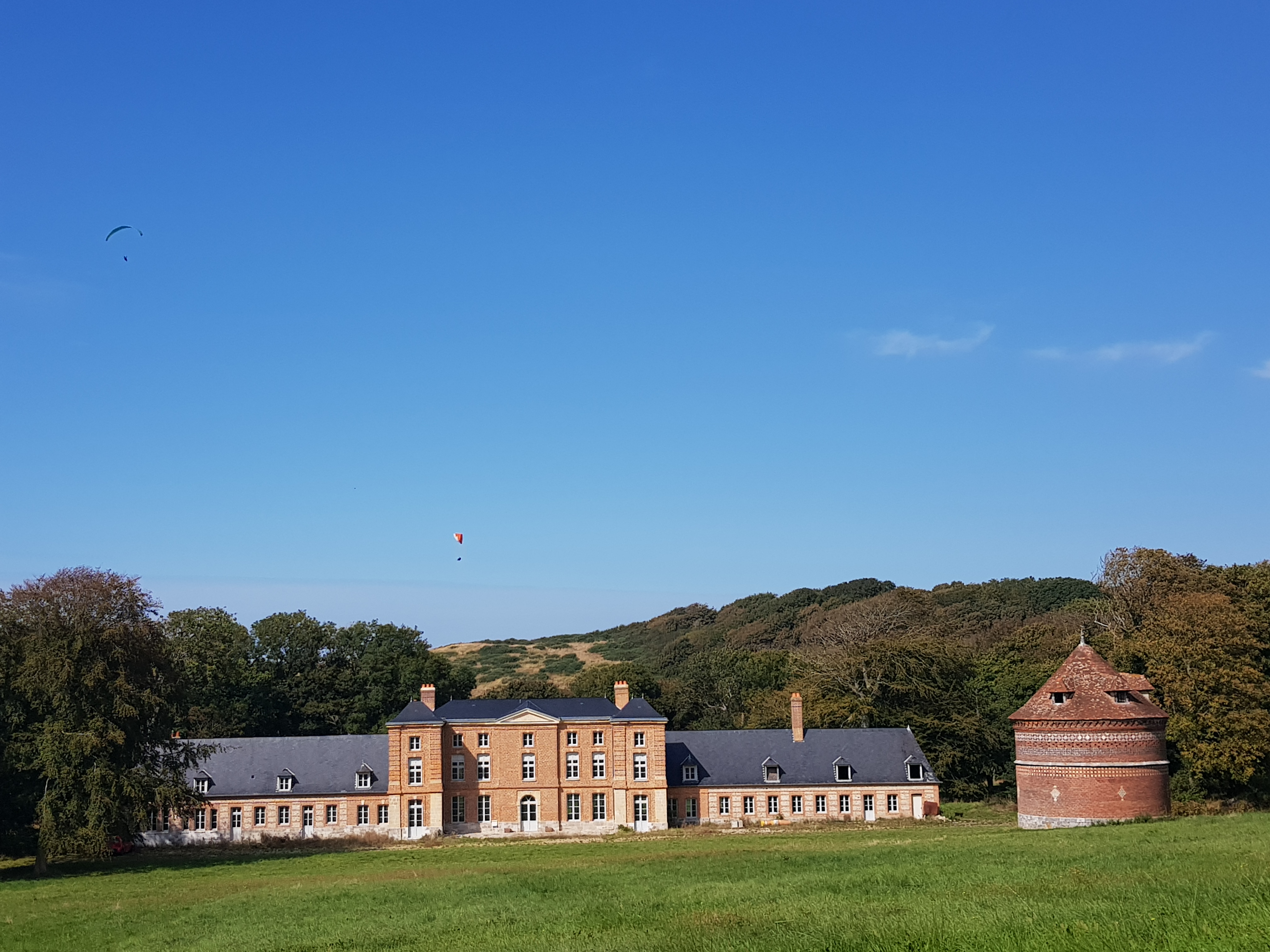
Manoir.

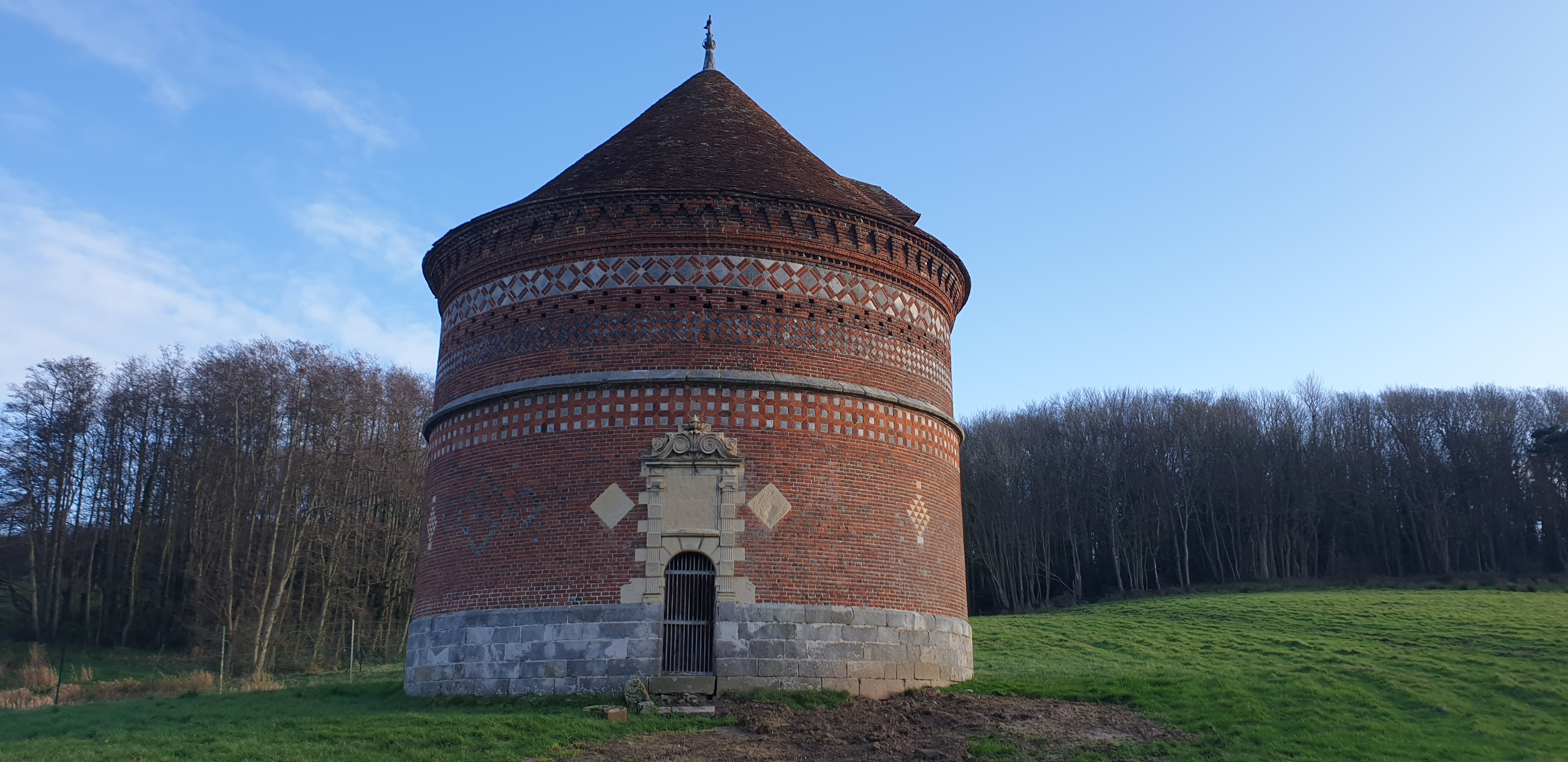
Colombier du manoir.

- Le château-manoir : à l'origine, datant de la période fin XVIe siècle, début XVIIe siècle, le château ou manoir est reconstruit à plusieurs reprises sur les bases en grès de l'ancienne demeure féodale. Une campagne de travaux à la fin du XVIIIe siècle lui donne sa physionomie actuelle, avec son corps central marqué de deux tourelles carrées et d'un fronton à l'antique. Les deux ailes symétriques ne sont pas de la même époque. L'aile Ouest est la plus ancienne. L'aile Est est ajoutée au XIXe siècle. Le colombier figure parmi les plus beaux colombiers de Normandie et est inscrit au titre des monuments historiques depuis 2007[42]. Édifié au début du XVIIe siècle, de forme cylindrique, il affiche un très bel appareil polychrome orné de motifs en damiers et en losanges, décliné en pierre blanche, silex et brique. Le toit en poivrière est percé de trois lucarnes d'envol. Le four à pain pourrait avoir été bâti sur l'emplacement d'une chapelle existante au XIVe siècle.
- Villa gallo-romaine

### Personnalité liée à la commune
- Marcelly (Petit-Couronne 1882 — Sainte-Marguerite 1966), chanteur de music-hall

### Héraldique
| Armes de Sainte-Marguerite-sur-Mer | Les armes de la commune de Sainte-Marguerite-sur-Mer se blasonnent ainsi : D’argent à la jumelle ondée d’azur surmontée d’une inscription de deux lignes en lettre du même, « Ste Marguerite » et « sur Mer », au chef ondé de gueules chargé de cinq marguerites tigées et feuillées de deux pièces du champ ordonnées 2 et 3. |

## Pour approfondir